# میزبانان خورشید
مؤسسهٔ نیکوکاری میزبانان خورشید نام مؤسسه‌ای خیریه است که در سال ۱۳۹۲ با هدف اصلی تأمین تمام یا قسمتی از هزینه دارو و درمان بیماران بستری یا سرپایی نیازمند است، به نحوی که هیچ بیماری به دلیل نداری و فقر ناگزیر از ادامه درمان منصرف نشود در مشهد توسط جمعی از افراد فرهیخته میهن دوست و علاقه‌مند خدمت به بیماران نیازمند و صعب العلاج تأسیس شد.
اولویت اصلی مؤسسه، حمایت و کمک به بانوان نیازمند، به ویژه زنان سرپرست خانوار و کودکان بیمار و در مرحله بعد سایر بیماران نیازمند است.
این مؤسسه علاوه برحمایت از بیماران، در سایرحوزه‌های خدمات اجتماعی، حمایتی مانند: جلب مشارکت خیّرین، کمک به حل مشکلات مختلف موجود در مراکز درمانی، برگزاری مهمانی و جشن جهت کمک به ترویج فرهنگ خیرخواهی، کارگشایی و تهیه اقلام و تجهیزات پزشکی مورد نیاز بیماران و مراکز درمانی نیز فعالیت می‌کند.